# Lago Pistono
Il lago Pistono, o lago di Montalto, è un lago del Canavese situato nei pressi d'Ivrea e appartenente al comune di Montalto Dora, nella città metropolitana di Torino.

## Caratteristiche
È situato in una conca scavata dal ritiro di un ghiacciaio del Pleistocene, il quale ha dato origine anche ai restanti quattro laghi della zona (Sirio, Nero, Campagna e San Michele). Oggi il lago Pistono è alimentato dal Rio Montesino, che raccoglie le acque che scendono dall'omonima collina, mentre sull'estremo lato ovest si trova un canale artificiale, atto ad alimentare quello che un tempo era il mulino del paese. Il flusso d'acqua uscente è regolato da una piccola diga. L'intero lago è circondato da un itinerario immerso nella natura, percorribile a piedi o in bicicletta. Sul lato est è presente una locanda, dove è anche possibile noleggiare piccole barche a remi. Sul lato nord in cima al monte Crovero, è di notevole presenza il castello di Montalto Dora, che si riflette sullo specchio d'acqua sottostante.

## Parco Archeologico del Lago Pistono
Grazie a una campagna di scavo archeologica, promossa dalla Soprintendenza archeologia, belle arti e paesaggio torinese, nel giugno 2003 sono venute alla luce sulle rive del lago le tracce di un insediamento palafitticolo riferibile al Neolitico. Nel 2005 è stato avviato un progetto culturale e turistico che ha visto nel 2012 l'inaugurazione dell'area espositiva che accoglie i reperti affiorati durante gli scavi e, successivamente, del Parco Archeologico con ricostruzioni a scala reale delle strutture neolitiche.

## Protezione della natura
Il lago fa parte del sito di interesse comunitario denominato Laghi di Ivrea (cod.IT1110021), istituito nell'ambito della Direttiva 92/43/CEE (Direttiva Habitat) e designato inoltre come Zona Speciale di Conservazione.

## Galleria d'immagini

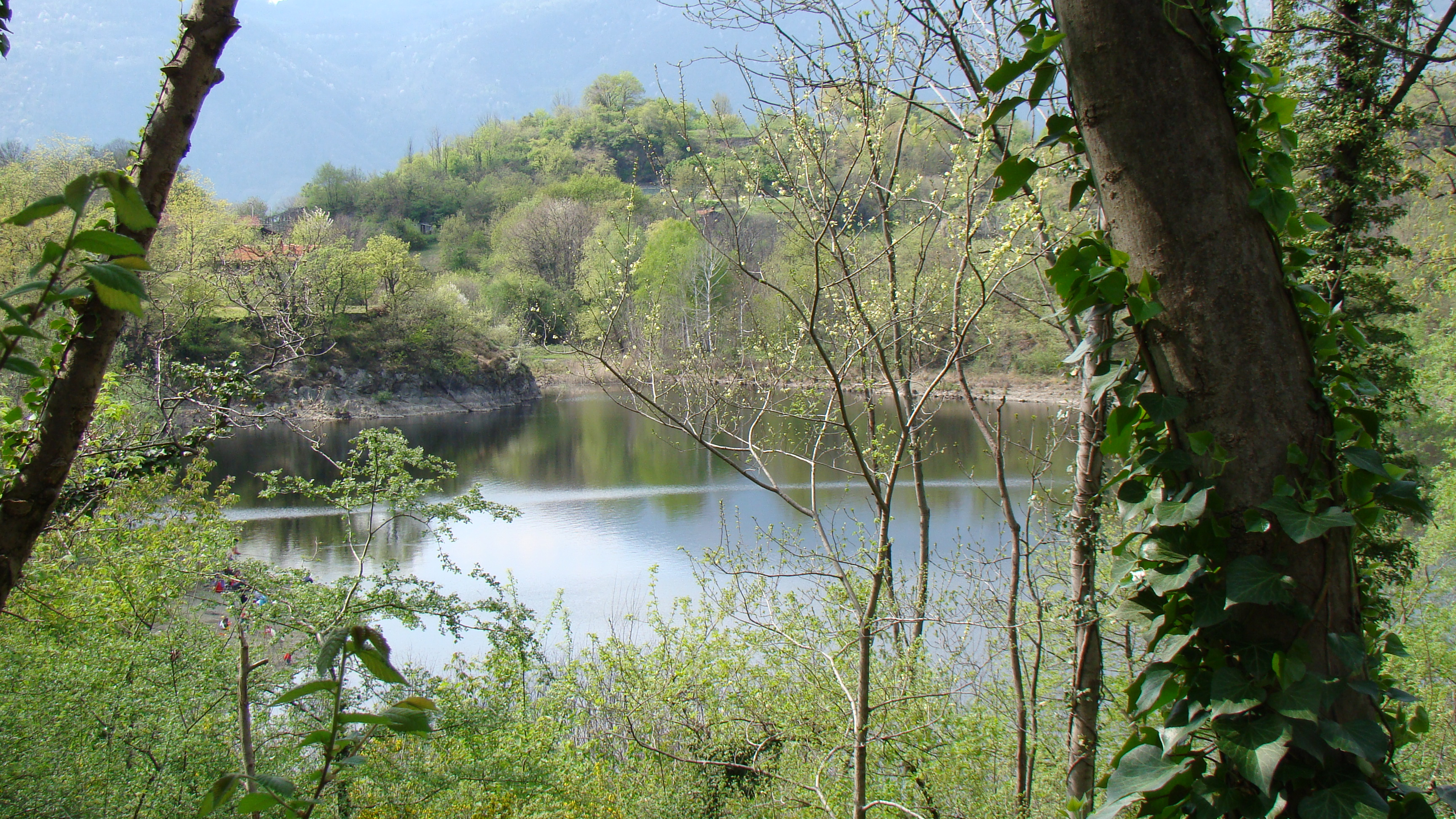
Dalla vegetazione
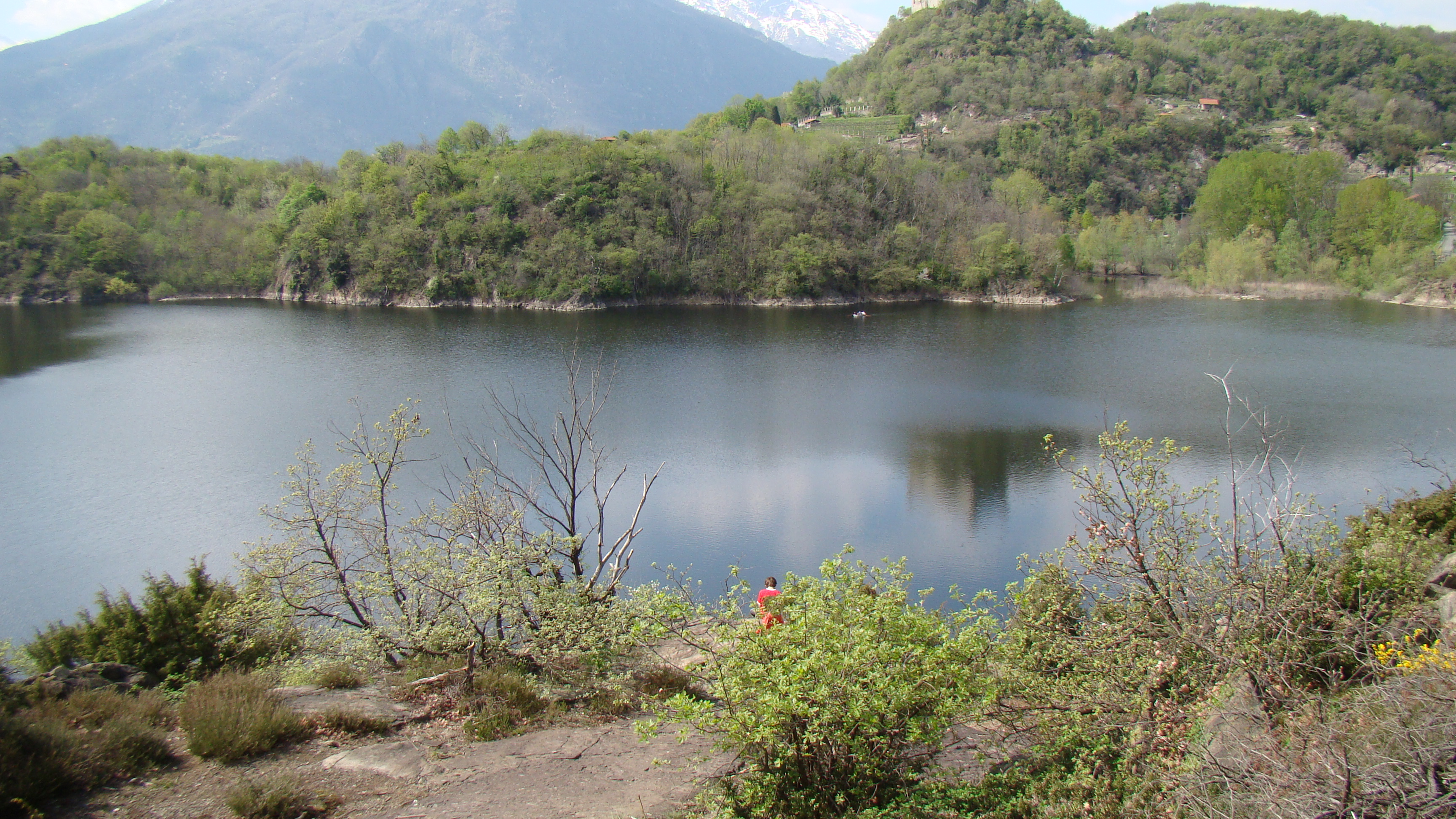
Visuale ampia
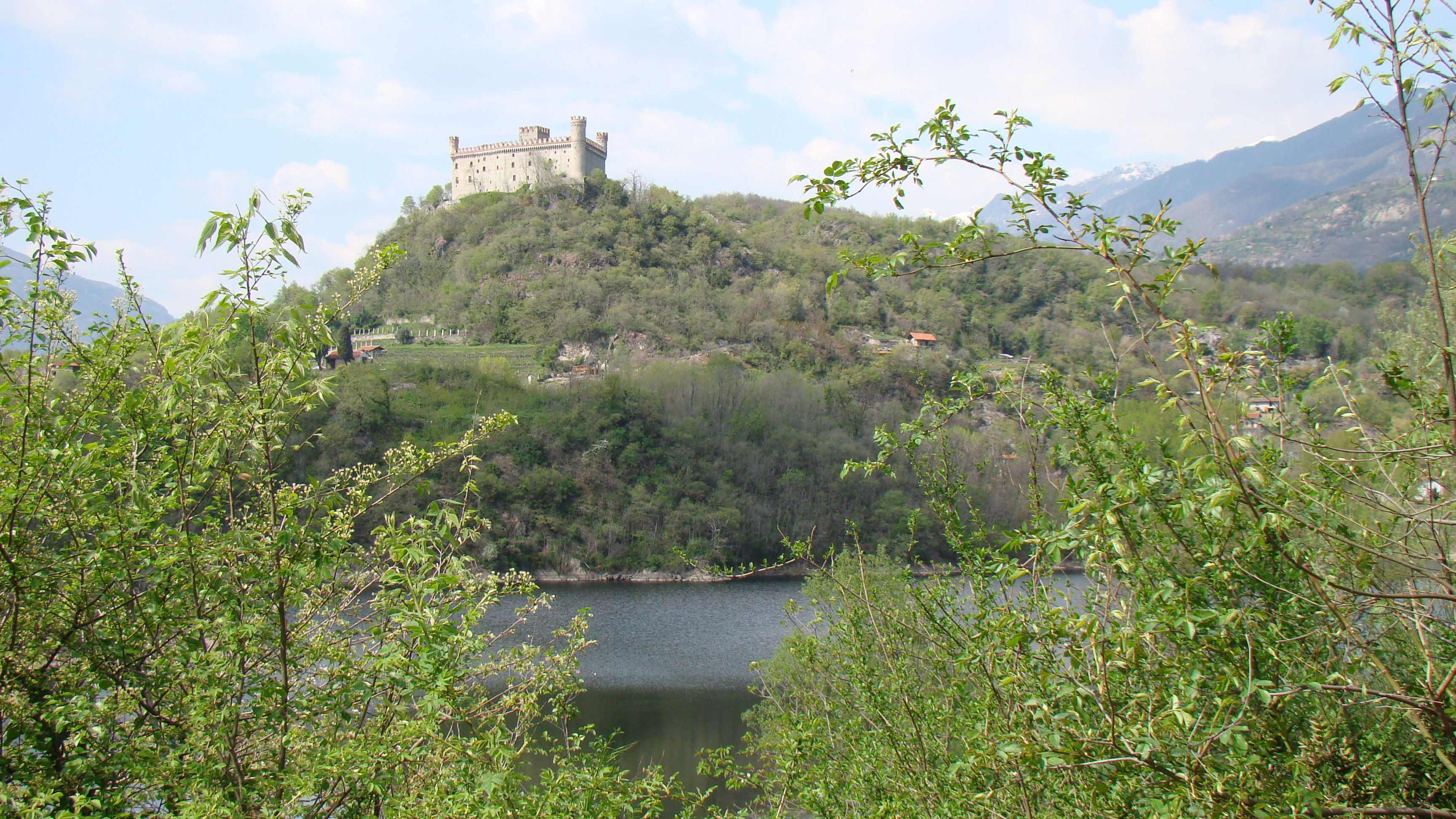
Castello